# Marcos Bonequini
Marcos Antônio Alvim Bonequini, mais conhecido como Marcos Bonequini (Jundiaí 27 de abril de 1970), é um ex-futebolista brasileiro que atuava como goleiro.

## Carreira
Marcos iniciou no dente-de-leite da Ponte Preta em 1984 e de 1985 a 1987 atuou no rival Guarani, onde foi campeão paulista juvenil no último ano. Em 1988, foi aprovado em testes no São Paulo FC, iniciando na base do clube em abril do mesmo ano.
Já em 1989, estreou no profissional em 24 de setembro, ano em que seria campeão paulista. Com um início de carreira promissor, teve poucas oportunidades no Tricolor. Foi fiel reserva de Zetti, sempre pronto para jogar, mas pouco requisitado, até o surgimento de Rogério Ceni. Sua última partida pelo clube seria em 29 de julho de 1994 e a partir daí seria emprestado a vários clubes.
Ao todo foram 106 jogos no Tricolor Paulista, dos quais apenas 3 foram como titular no time profissional. Desligou-se do clube no ano de 1997, após a chegada do goleiro Roger (ex-Flamengo).
Jogou profissionalmente em 11 clubes até encerrar a carreira como atleta no ano de 2004, na Portuguesa Santista.
Recentemente atuou como apresentador de programas esportivos da Rede Paulista de Televisão - afiliada da TV Cultura na região de Jundiaí, e atualmente é diretor de futebol do Paulista Futebol Clube.

## Títulos
São Paulo
- Mundial de Clubes: 1992[7] e 1993
- Copa Libertadores da América: 1992 e 1993
- Recopa Sul-Americana: 1993 e 1994
- Supercopa da Libertadores da América: 1993
- Copa Conmebol: 1994
- Campeonato Brasileiro: 1991
- Campeonato Paulista: 1989, 1991 e 1992[8]
- Copa dos Campeões Mundiais: 1995 e 1996

- KKT Gahara Cup: 1989
- Torneio Tereza Herrera: 1992

Ceará
- Campeonato Cearense: 1997